# 兵蜂系列
兵蜂系列是科樂美出品的一個主要为射擊類型的電子遊戏系列。

## 升级道具
在兵蜂这个游戏中，升级道具由不同颜色的铃铛获得。为了使他们出现，游戏者必须射击云彩、某一个敌人或是其它的某个目标。铃铛出现时，它会开始下落一直落到屏幕的底部。在屏幕上射击铃铛可以使铃铛跳跃。如果铃铛被射击足够长时间，它将改变为不同的颜色。不同种颜色的铃铛都有着不同的作用。当然，在某些场景中铃铛也可能是敌人。在兵蜂这个系列中，团结合作是其重点。在一些该系列的游戏中，两个游戏者可以合在一起来提高攻击力、更快地放出炸弹或是分享能量等等。

## 系列作品

### 舊世代
- Twinbee (兵蜂) / 1985 ：街機首發，最原始的「兵蜂」系列作品，屬緃向卷軸射擊游戲，风格与Namco的Xevious相近。Twinbee或Winbee在随机的四个级别的场景中作战，每个场景的最后都会有一个关底首脑。这个版本原作为街機游戲，之後被移植到任天堂紅白機。在日本还推出了MSX版和Game Boy版外傳遊戲《TwinbeeDa!》[1]。

### 次世代
- Twinbee 拯救Cinamon博士 / 1986：在任天堂紅白机「磁碟系統」首發，籍著加配控制器可三人同玩，並增設橫向卷軸關卡。故事發生在首集100年後，玩家需要駕駛Twinbee、Winbee 和Gwinbee (和「新世代」駕駛者並非同三「人」)拯救被虜的博士。在紅白机市場末期，KONAMI在日本以卡带形式为本游戏推出再版。本作曾以Stinger之名推出美版NES盒带，但只能二人同玩[2]。

- 兵蜂3 波克波克大魔王 / 1989：回歸紅白機推出的系列第三集，刪除橫向關卡變回一個純縱向射擊遊戲，只能二人同玩，是该系列在紅白机上发行的最后一款游戏。

### 現世代
- 出击！！兵蜂 / 1991：在街机上发行的第二作。將過去多集推倒重來，為本系列確立全新世界觀，主角和世界觀全部換新，后来被移植到X68000、PC Engine等平台上。

- Pop'n Twinbee / 1993：屬超級任天堂的原創作品，改為能原制 (中彈不會即死)。

- Twinbee Rainbow Bell Adventure / 1994：另一超任平台原創作品，動作遊戲。

- Twinbee對戰砌圖蛋 / 1994：KONAMI加Playstation陣營首個作品，改篇自同公司街機益智遊戲《對戰砌圖蛋》並套用《Twinbee》角色，各人為了不同目的而「參戰」，關卡之間有著像《魔法氣泡》般的「漫才」對話。

- Twinbee Yahho / 1995：在街机上发行的第三作，也是兵蜂系列10周年紀念作品。后来被移植到Playstation和SEGA SATURN。

- Twinbee RPG / 1998：在Playstation推出的RPG遊戲。

- Line GoGo！ TwinBee/ 2013：由KONAMI和LINE為智能手機製作的最新作，需透過LINE商店下載，本作於2013年5月作線上發售，翌年6月隨著伺服器關閉而無法再遊玩。

### 合輯/衍生作
- 出擊Twinbee Yahho / 1995：在PlaystationSEGA SATURN推出，一隻光碟收錄《出擊！！Twinbee》和《Twinbee Yahho》兩個遊戲。

- TwinBee PORTABLE / 2007：在PSP推出，一隻UMD收錄街機版《Twinbee》、《出擊！！Twinbee》、《Twinbee Yahho》、超任版《Pop'n Twinbee》以及「強化移植」的Gameboy版《TwinbeeDa！！》共五款遊戲[3]。

- TwinBee JG / 2007：套用《Twinbee Yahho》角色的柏青哥遊戲。

## 關於角色
需要注意的是，本系列的故事時序跟遊戲發售年份並非順序，當中第二作《Twinbee 拯救Cinamon博士》和第三作《兵蜂3 波克波克大魔王》故事背景設定在未來。

### 舊世代
Cinnamon博士 (唯一貫穿整個故事不同世代的角色)有兩位徒弟Annamon和Donnamon，他們分別是Twinbee（ツインビー）和Winbee（ウィンビー）的駕駛員，Donnamon也是Cinnamon博士的兒子。自本系列於1985年首發以來，KONAMI對於本系列在角色和故事设定上一直著墨不多。直至1995年適逢兵蜂系列10週年，KONAMI才在《出擊Twinbee Yahho》家用移植版的說明書公開「兵蜂系列家族構成」。
Annamon和Donnamon只於本系列首作和Gameboy版《TwinbeeDA!》登場。

### 次世代
駕駛Twinbee、Winbee和Gwinbee的新一代駕駛員分別為Squash、Whip和Mellow，三人只於系列第二作《Twinbee 拯救Cinamon博士》和第三作《兵蜂3 波克波克大魔王》登場，但一直「無名」，直至1995年兵蜂系列10週年才被官方「賜名」。

### 現代主角登場
直到《出擊！！Twinbee》，KONAMI官方才為本系列確立明確的世界觀以及更具體的角色形象，登場角色交由濱川修二郎(Shuzilow.HA （页面存档备份，存于）)重新設計，三款機械人形象變得更擬人化，使整部作品風格近似日本少年漫畫。
而新主角分別是一位男孩、一位女孩和一個男嬰，他們分別會在關卡之間的間場動畫亮相。不過，KONAMI一直沒有為這三位人類角起名字，而是與他們所駕駛的機械人一樣叫Twinbee、Winbee和Gwinbee
。

### 女主角被偶像化
1993年，KONAMI推出「將Winbee打造為国民级虚拟偶像」的企划。，打算將女主角WinBee推到台前並為她推出大量周邊產品，當中包括以遊戲角色演出廣播劇的CD音像產品。但由於「機械人和人類角色同名」這混亂情況使劇情不好講解，為了確立「人」、「機」角色的分別，人類主角們都需要「被正名」。

### 主角被正名
1994年，《Twinbee對戰Puzzle蛋》成為伴隨Playstation主機推出的首發作品。由本作起，主角們的名字被敲定如下──
Light（ライト，配音：山口勝平）、13歲、男，博士的徒弟，駕駛Twinbee，Twinbee的駕駛員。
Pastel（パステル，配音：椎名碧流）Winbee的駕駛員、13歲、女，是Light的表妹，Mint的姐姐，也是初代WinBee駕駛員Donnamon的女兒、Cinnamon博士的孫女。
Mint（ミント，配音：伊藤美紀）、Gwinbee的駕駛員、1歲、男，嬰孩，不會說話。在Mint出生前他的父親Donnamon已經失踪。
Twinbee（ツインビー，配音：田中真弓）、會飛會說話的機械人，藍色機身，「男」，必殺技為玩具鎚。
Winbee（ウインビー，配音：西原久美子）、會飛會說話的機械人，粉紅色機身，「女」，必殺技為絲帶攻擊。
Gwinbee（グインビー，配音：伊藤美紀）、會飛會說話的機械人，綠色機身，「男」，必殺技為機關槍，只有他才明白Mint的説話，所以也充當繙譯角色。

### 其他角色
隨著主角們的「新名字」在之後的作品 (包括遊戲、電台廣播劇、音像CD、OVA等)被一直沿用，新世代《Twinbee》的世界觀大致被確立完成。隨著不同平台的新作陸續推出，本系列也新增了更多角色，較知名的常駐角色如下──
Warumon博士（ワルモン博士，配音：岸野幸正）、能力比善良博士差但想要統治全地球的野心科學家。
小圓（マドカ，配音：國府田麻理子）、13歲、女，Warumon博士的孫女，外表善良和善但偶爾腹黑，喜歡烘焙曲奇但不好吃。在《Pop'n Twinbee》首次登場，見爺爺「黑化」於是向Light求助。
Melora公主（メローラ姫，配音：井上喜久子）、？歲、女，沒有實體肉身，是「萬物善良意識的集合體」，在《出擊！Twinbee》首次登場，因危機而向Light求助。
Cinnamon博士（シナモン博士，配音：田中和實）、創造Twinbee、Winbee和Gwinbee的科學家。

## 本篇遊戲以外
與其他射擊類遊戲相比，以卡通為造型的「兵蜂」有著更加討喜的人物角色、關卡設計和氣氛，因此有一定粉絲支持。除了遊戲，更有在電台推出廣播劇、音像CD、OVA等相關作品。

### 廣播劇作品
- Twinbee PARADISE / 1993

- Twinbee PARADISE 2 / 1994

- Twinbee PARADISE 3 / 1996

- Warimon MONMON PARADISE / 1997

- Twinbee PARADISE’99 / 1999

- 復活！Twinbee PARADISE SPECIAL 口號是Bee！/ 2018

### OVA作品
- Twinbee和Winbee八份之一恐慌 / 1993，為宣傳超任版《Pop'n Twinbee》而製作的短篇動畫，也製作了錄像帶作為抽奬禮物。1998年OVA發售之際也以「Vol.0」之名義收錄其中。

- 鬱金香海岸物語 / 1995，為Windows 95版軟體《Twinbee PARADISE在大碗島》收錄的短篇動畫。同樣在1998年OVA發售時以「Vol.0」名義收錄。

- Twinbee PARADISE / 1999，共三集[9]。2007年再推出高畫質版DVD BOX，將三集OVA和早前兩集短篇作品全部收錄[10]。